# Supercupen damer 2009
La Supercoppa di Svezia 2009 di calcio femminile, ufficialmente Supercupen damer 2009 è stata la 3ª edizione della competizione. Disputata il 22 marzo 2009 allo stadio Gammliavallen di Umeå tra le campionesse di Svezia dell'Umeå IK e le detentrici della Coppa di Svezia del Linköping. Il Linköping vinse la partita per 0-1.

## Partecipanti
| Squadre   | Qualificazione                           | Partecipazioni precedenti (il grassetto indica la vittoria) |
| --------- | ---------------------------------------- | ----------------------------------------------------------- |
| Umeå IK   | Vincitore della Damallsvenskan 2008      | 2 (2007, 2008)                                              |
| Linköping | Vincitore della Svenska Cupen damer 2008 | 1 (2007)                                                    |

## Tabellino
| Arbitro: | Palmqvist |

|  |           |               |
|  | Marcatori | 37’ Landström |